# Summertime (Mina)
Summertime, pubblicato nel 1991, è una raccolta (solo CD) della cantante italiana Mina.
Questa raccolta non è inclusa nella discografia sul sito ufficiale minamazzini.com.

## Tracce
1. Summertime - 4:03 - : (George Gershwin-Ira Gershwin-DuBose Hayward) Edizioni Chappell 1961
2. Slowly - 1:58 - : (Bob Blackwell) Edizioni RCA 1965
3. Full moon and empty arms - 2:46 - : (Ted Mossman-Buddy Kaye) Edizioni Barton Music 1966
4. Venus - 2:43 - : (Ed Marshall) Edizioni R.R.R. 1959
5. Be-bop-a-Lula - 2:49 - : (Gene Vincent-Sheriff Tex Davis) Edizioni RCA/Mascotte 1958
6. Julia - 2:18 - : (Edilio Capotosti-Alberico Gentile-Egwick) Edizioni Melodi 1959
7. The diary - 2:13 - : (Neil Sedaka-Howard Greenfield) Edizioni Neapolis 1959
8. Lassame/Let me go - 2:18 - : (Ettore Cenci) Edizioni Carish 1959
9. Passion flower - 1:44 - : (Bunny Botkin-Pat Murtagh-Gilbert Garfield) Edizioni Southern 1959
10. È l'uomo per me (He walks like a man) - 2:18 - : (Diane Hildebrand-Gaspare Gabriele Abbate-Vito Pallavicini) Edizioni Peer 1965
11. Everything happens to me - 2:36 - : (Tom Adair-Matt Dennis) Edizioni Pickwick 1964
12. I'm glad there is you - 2:27 - : (Jimmy Dorsey-Paul Madeira) Edizioni Chappell 1966
13. My melancholy baby - 3:20 - : (George Norton-Ernie Burnett) Edizioni Francis Day 1966
14. You go to my head - 2:35 - : (J. Fred Coots-Haven Gillespie) Edizioni Chappell 1964
15. The nearness of you - 2:35 - : (Hoagy Carmichael-Ned Washington) Edizioni Chappell 1964
16. Stars fell on Alabama - 3:15 - : (Mitchell Parish-Frank Perkins) Edizioni Francis Day 1964
17. I'm a Fool to Want You - 1:56 - : (Frank Sinatra-Jack Wolf-Joel Heron) Edizioni Barton Music 1966
18. Stella by starlight - 2:18 - : (Victor Young-Ned Washington) Edizioni Curci 1964